# 大阪府警察部
大阪府警察部（おおさかふけいさつぶ）は、戦前の内務省監督下の大阪府が設置した府県警察部であり、大阪府内を管轄区域とする。
1948年（昭和23年）3月6日に廃止となり、大阪府警察部は国家地方警察大阪府本部と大阪市警視庁などの自治体警察に再編されることになった。

## 沿革
- 1868年（慶応4年）8月 大阪府に、府兵「浪華隊」を置く。
- 1870年（明治3年）7月 捕亡吏を置く。
- 1871年（明治4年）1月 取締番卒に改称。
- 1872年（明治5年）3月 取締邏卒に改称。
- 1874年（明治7年）7月 大阪府庁に警察課を置く。
- 1875年（明治8年）11月 邏卒を巡査に改称。
- 1876年（明治9年）2月 大阪府第四課に改称。
- 1880年（明治13年）4月 大阪府警察本署に改称。
- 1881年（明治14年） 堺県を編入。
- 1885年（明治18年）3月 ドイツよりヘーン（ドイツ語版）大尉を招聘。
- 1886年（明治19年）7月 大阪府警察本部に改称。
- 1887年（明治20年）11月 奈良県が分離される。
- 1890年（明治23年）10月 大阪府警察部に改称。
- 1899年（明治32年）7月 条約改正で居留地が廃止になり、居留地警察も廃止される。
- 1905年（明治38年）4月 大阪府第四部に改称。
- 1907年（明治40年）7月 大阪府警察部に改称。
- 1911年（明治44年）5月 特別高等警察課を設置。
- 1943年（昭和18年）12月 局制が敷かれ大阪府警察局と改称。
- 1944年（昭和19年）4月 警備隊を設置。
- 1945年（昭和20年） 大阪大空襲が起きる。
- 1945年（昭和20年）10月 特別高等警察が廃止。
- 1946年（昭和21年）1月 再び大阪府警察部と改称。
- 1946年（昭和21年）2月 警備隊を廃止。
- 1948年（昭和23年）旧警察法施行により大阪府警察部は国家地方警察大阪府本部、大阪市警視庁、その他市町村自治体警察に解体。

## 組織
1947年（昭和22年）時点
- 警務課
- 部長書記室
- 監察官
- 刑事課
- 交通課
- 経済防犯課
- 保安課
- 消防課
- 公安課
- 少年防犯課
- 警察練習所
- 消防練習所

## 警察署
1927年（昭和2年）時点
- 船場警察署
- 島之内警察署
- 新町警察署
- 天満警察署
- 大阪港水上警察署
- 木津川水上警察署
- 安治川水上警察署
- 曽根崎警察署
- 天王寺警察署
- 難波警察署
- 九条警察署
- 玉造警察署
- 川口警察署
- 朝日橋警察署
- 高津警察署

- 築港警察署
- 戎警察署
- 芦屋警察署
- 泉尾警察署
- 福島警察署
- 網島警察署
- 鶴橋警察署
- 平野警察署
- 今福警察署
- 今宮警察署
- 中津警察署
- 住吉警察署
- 十三橋警察署
- 大和田警察署
- 柴島警察署

- 阿部野警察署
- 池田警察署
- 茨木警察署
- 吹田警察署
- 高槻警察署
- 岡町警察署
- 地黄警察署
- 堺警察署
- 福田警察署
- 三林警察署
- 大津警察署
- 岸和田警察署
- 佐野警察署
- 市場警察署
- 尾崎警察署

- 富田林警察署
- 三宅警察署
- 長野警察署
- 八尾警察署
- 御厨警察署
- 柏原警察署
- 額田警察署
- 枚方警察署
- 守口警察署
- 四条畷警察署
- 津田警察署
- 鳳警察署
- 古市警察署
- 黒山警察署
- 南高安警察署

## 歴代部長
| 代 | 官職名                 | 氏名       | 就任日         | 退任日         | 前職                          | 後職                       | 備考            |
| -- | ---------------------- | ---------- | -------------- | -------------- | ----------------------------- | -------------------------- | --------------- |
| -  | 警察本署長             | 田中玄文   | 1880年6月26日  |                |                               |                            |                 |
| -  | 警察本署長             | 押田良助   | 1881年2月25日  |                |                               |                            |                 |
| 1  | 警部長 警察本署長      | 大浦兼武   | 1882年2月2日   | 1886年7月20日  |                               | -                          |                 |
| 1  | 警部長 警察本部長      | 大浦兼武   | 1886年7月20日  | 1886年12月25日 | -                             | 三等警視                   |                 |
| 2  | 警部長 警察本部長      | 高崎親章   | 1886年12月25日 | 1890年10月11日 | 宮城県警部長                  | -                          |                 |
| 2  | 警部長 警察部長        | 高崎親章   | 1890年10月11日 | 1891年7月4日   | -                             | 大阪府書記官               |                 |
| 3  | 警部長 警察部長        | 山下秀実   | 1891年7月4日   | 1893年3月21日  | 京都府警部長                  | 非職                       |                 |
| 4  | 警部長 警察部長        | 鈴木定直   | 1893年3月21日  | 1898年7月27日  | 滋賀県警部長                  | 依願免本官                 |                 |
| 5  | 警部長 警察部長        | 西田栄太郎 | 1898年7月27日  | 1899年4月8日   | 広島県警部長                  | 依願免本官                 |                 |
| 6  | 警部長 警察部長        | 吉見輝     | 1899年4月8日   | 1900年10月27日 | 長崎県警部長                  | 千葉県書記官               |                 |
| 7  | 警部長 警察部長        | 池上四郎   | 1900年10月27日 | 1905年4月19日  | 兵庫県警部長                  | -                          |                 |
| 7  | 事務官 第四部長 警務長 | 池上四郎   | 1905年4月19日  | 1907年7月13日  | -                             | -                          |                 |
| 7  | 事務官 警察部長 警務長 | 池上四郎   | 1907年7月13日  | 1913年6月13日  | -                             | -                          |                 |
| 7  | 警察部長               | 池上四郎   | 1913年6月13日  | 1913年10月15日 | -                             | 依願免本官                 |                 |
| 8  | 警察部長               | 石橋和     | 1913年10月16日 | 1914年5月8日   | 愛知県内務部長                | 東京府内務部長             |                 |
| 9  | 警察部長               | 新妻駒五郎 | 1914年5月8日   | 1917年1月17日  | 兵庫県警察部長                | 大分県知事                 |                 |
| 10 | 警察部長               | 道岡秀彦   | 1917年1月17日  | 1918年5月25日  | 岡山県内務部長                | 警察講習所長               |                 |
| 11 | 警察部長               | 田中千里   | 1918年5月25日  | 1921年5月27日  | 千葉県内務部長                | 大分県知事                 |                 |
| 12 | 警察部長               | 藤沼庄平   | 1921年6月3日   | 1923年10月25日 | 京都府警察部長                | 茨城県知事                 |                 |
| 13 | 警察部長               | 坂本森一   | 1923年10月27日 | 1924年7月23日  | 兵庫県警察部長                | 愛知県内務部長             |                 |
| 14 | 警察部長               | 永井準一郎 | 1924年7月23日  | 1924年12月20日 | 徳島県内務部長                | -                          |                 |
| 14 | 書記官 警察部長        | 永井準一郎 | 1924年12月20日 | 1925年9月16日  | -                             | 大分県知事                 |                 |
| 15 | 書記官 警察部長        | 小栗一雄   | 1925年9月17日  | 1927年5月17日  | 警視庁書記官                  | 兵庫県書記官・内務部長     |                 |
| 16 | 書記官 警察部長        | 村井八郎   | 1927年5月17日  | 1929年2月6日   | 山形県書記官・内務部長        | 北海道庁部長・土木部長     |                 |
| 17 | 書記官 警察部長        | 池田清     | 1929年2月6日   | 1929年7月8日   | 京都府書記官・警察部長        | 兵庫県書記官・内務部長     |                 |
| 18 | 書記官 警察部長        | 蔵原敏捷   | 1929年7月8日   | 1930年8月26日  |                               | 和歌山県知事               |                 |
| 19 | 書記官 警察部長        | 大竹十郎   | 1930年8月28日  | 1931年12月18日 | 福岡県書記官・警察部長        | 警視庁書記官・警務部長     |                 |
| 20 | 書記官 警察部長        | 金森太郎   | 1931年12月24日 | 1932年6月30日  | 長野県書記官                  | 東京府書記官・内務部長     |                 |
| 21 | 書記官 警察部長        | 粟屋仙吉   | 1932年6月30日  | 1935年1月19日  | 休職愛知県書記官              | 愛知県書記官・総務部長     |                 |
| 22 | 書記官 警察部長        | 富田健治   | 1935年1月19日  | 1937年6月5日   | 石川県書記官・警察部長        | 内務事務官・警保局保安課長 |                 |
| 23 | 書記官 警察部長        | 荒木義夫   | 1937年6月5日   | 1939年1月11日  | 神奈川県書記官・警察部長      | 警視庁部長                 |                 |
| 24 | 書記官 警察部長        | 高野源進   | 1939年1月11日  | 1939年9月5日   | 愛知県書記官                  | 警視庁部長                 |                 |
| 25 | 書記官 警察部長        | 畠田昌福   | 1939年9月8日   | 1940年4月10日  | 内務書記官 兼警察講習所教授   | 内務書記官                 |                 |
| 26 | 書記官 警察部長        | 広瀬永造   | 1940年4月10日  | 1941年1月7日   | 兵庫県書記官・警察部長        | 警視庁部長・警務部長       |                 |
| 27 | 書記官 警察部長        | 斎藤亮     | 1941年1月8日   | 1941年10月20日 | 北海道庁部長・警察部長        | 警視庁部長                 |                 |
| 28 | 書記官 警察部長        | 坂信弥     | 1941年10月21日 | 1942年11月1日  | 警視庁官房主事                | -                          |                 |
| 28 | 部長 警察部長          | 坂信弥     | 1942年11月1日  | 1943年4月23日  | -                             | 富山県知事                 |                 |
| 29 | 部長 警察部長          | 沼越正己   | 1943年4月23日  | 1943年7月1日   | 京都府部長・警察部長          | 内務書記官・地方局振興課長 |                 |
| 30 | 部長 警察部長          | 大坪保雄   | 1943年7月1日   | 1943年12月22日 | 軍事保護院業務局長            | -                          |                 |
| 30 | 警察局長               | 大坪保雄   | 1943年12月22日 | 1944年8月1日   | -                             | 長野県知事                 |                 |
| 31 | 警察局長               | 高橋庸弥   | 1944年8月1日   | 1945年4月21日  | 内務書記官 警察講習所教授     | 鳥取県知事                 |                 |
| 32 | 警察局長 地方参事官    | 高村坂彦   | 1945年4月21日  | 1945年8月22日  | 防空総本部書記官 兼内務書記官 | 内務省調査官               |                 |
| 33 | 警察局長               | 猪俣敬次郎 | 1945年8月22日  | 1945年10月13日 | 内務書記官 兼内務省監査官     | 休職                       |                 |
| -  | 警察局長事務取扱       | 豊島章太郎 | 1945年10月13日 | 1945年10月27日 | -                             | -                          | 本務:大阪府部長 |
| 34 | 警察局長               | 増原惠吉   | 1945年10月27日 | 1946年1月25日  | 警視庁部長                    | 警視庁部長                 |                 |
| 35 | 警察局長               | 田中楢一   | 1946年1月25日  | 1946年2月1日   | 静岡県部長                    | -                          |                 |
| 35 | 部長 警察部長          | 田中楢一   | 1946年2月 1日  | 1946年4月1日   | -                             | -                          |                 |
| 35 | 地方事務官 警察部長    | 田中楢一   | 1946年4月 1日  | 1946年7月13日  | -                             |                            |                 |
| 36 | 地方事務官 警察部長    | 鈴木栄二   | 1946年7月13日  | 1948年3月6日   | 広島県警察部長                |                            |                 |

## 主な事件
- 松島事件
- 河内十人斬り
- 大阪事件
- 松島遊郭疑獄
- 大阪商大事件
- ゴーストップ事件
- 五私鉄疑獄事件
- 近畿らい患者窃盗団事件